# フォートワース・ウォーターガーデン

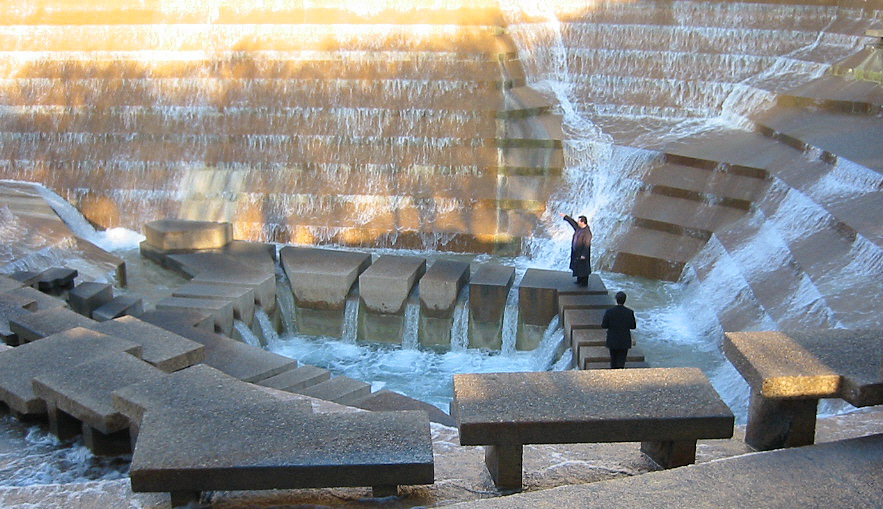
フォートワース・ウォーターガーデン

フォートワース・ウォーターガーデン（Fort Worth Water Gardens ）は、アメリカ合衆国テキサス州にある1974年開園の公園。 フォートワースダウンタウンの南端、ヒューストンストリートとコマースストリートの間にあり、 フォートワース・コンベンションセンターに隣接している。 
ダウンタウン再開発計画の一環として建設された。 
4.3エーカー（1.7ヘクタール）のウォーターガーデンは、アメリカの造園家ロバート・ザイオン、ニューヨークの著名な建築家フィリップ・ジョンソンとジョン・バージによって設計され、 エイモン・G・カーター財団によってフォートワース市に設けられた。 
この都市型公園は、ダウンタウンの「コンクリートジャングルの中の冷えたオアシス」とよくいわれている。その中心は、3つの水をテーマにした人工池と段々になった小丘で、4セクションに分かれており、公園を市の他の地域から保護するのに役立ち、たとえ真夏日であってもウォーターガーデン周辺は爽やかな空間を維持している。 
州間高速道路30号がウォーターガーデンに隣接する以前の場所から移転し、公園の南端は静寂となる。 公園は現在、ランカスター・アベニューに隣接しており、最近整備され都市再開発の準備が整っている。 
静かで青い瞑想池は、ヒノキの木とそびえ立つ壁で囲まれ、薄い水面で覆われている。構造は赤茶色の洗い出しコンクリートと植栽そして水だけで構成され、水面は沈んだ青い水面までほぼ角度90度で滝を形成。「アクティブ・ガーデン」と呼ばれる曝気池には大きなオークの木の天蓋の下にある複数の照明付きの噴水を設けている。噴水の中は不規則な形に並べられた階段を歩いて見られるようになっており、水が流れていく様子を間近で見ることができる。 
ウォーターガーデンの主な魅力は、38フィート（約11 m）のスリバチ状テラスに水が流れ、底にある小さな滝壺プールにアクティブ・ガーデンが続き、アクティブなプール体験は、人々が段々になった階段を歩いて周りを囲み、周りの水が砕ける力、音、動きを体験できるように構築されている。また洗い出しコンクリートの粗面を水が流れることで、わずかながら場が動きと振動を含んだものになっている。滝部分以外にも至る所に水が使われており、対照的な静の水庭や、途切れることなくミストが噴き続ける庭が設けられている。 
2004年6月16日に4人が事故死したため、公園は一時的に閉鎖されていた。子供の一人がプールに落ちた後、3人の子供と1人の大人が溺死。このとき再循環ポンプの誤作動と大雨で、水は異常に深かった。公園はメインプールの深さを9 ft (2.7 m)から2 ft (0.61 m) 減らして安全にした後、2007年3月4日に再開放している。 

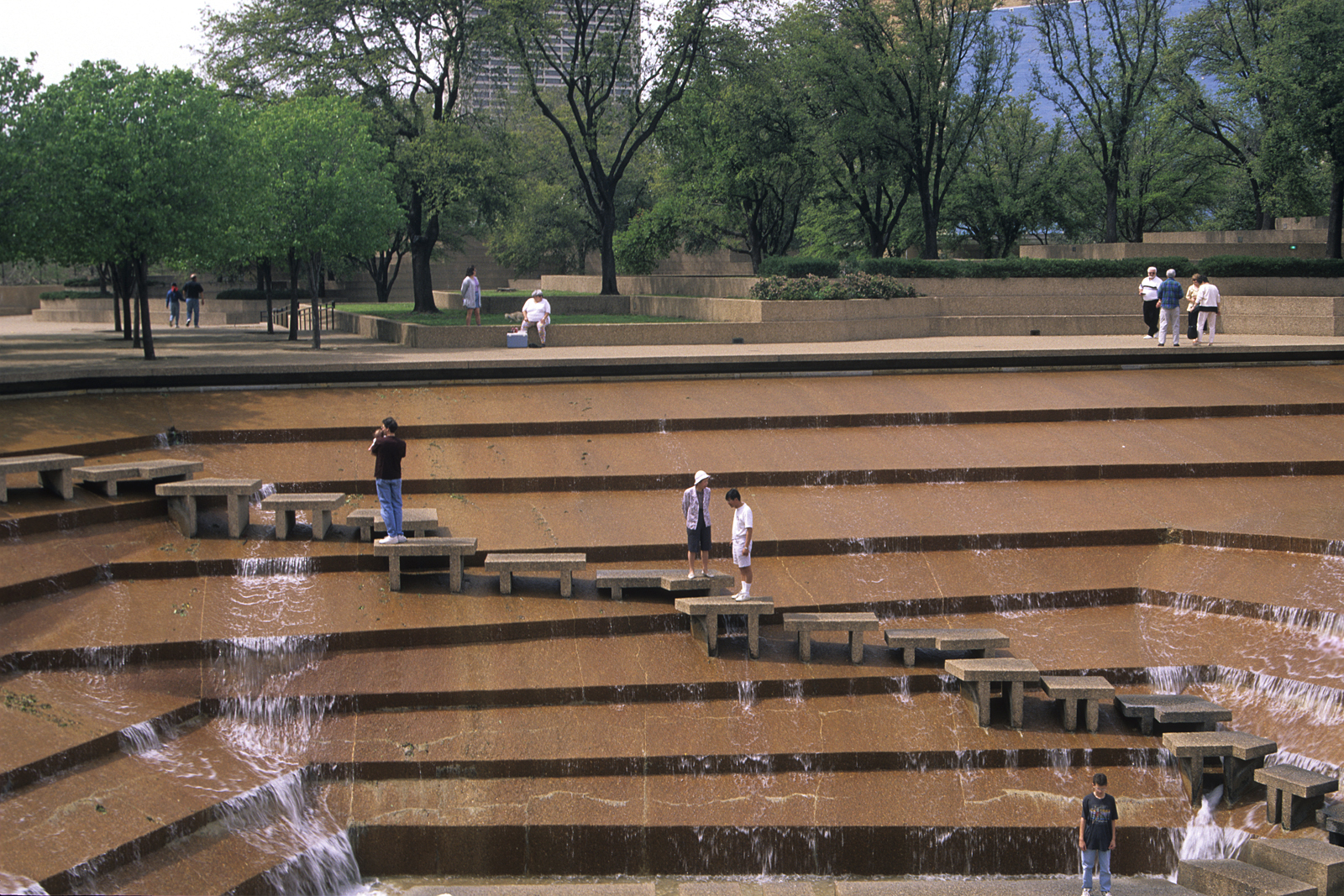
フォートワースウォーターガーデンズ

映画2300年未来への旅で1975年7月にフィルムの一部をウォーターガーデンでのアクティブなプールで撮影された 。このプールはほかに1979年のThe Lathe of Heavenのテレビ出演の終わりに、またシンガーソングライターのSolangeの2019年の曲「 Almeda 」のミュージックビデオで簡単に紹介されている。 